# NGC 3234
NGC 3234 (również NGC 3235, PGC 30553 lub UGC 5635) – galaktyka eliptyczna (E-S0), znajdująca się w gwiazdozbiorze Małego Lwa.
Odkrył ją John Herschel 24 grudnia 1827 roku, a John Dreyer skatalogował jego obserwację jako NGC 3234. 29 grudnia 1861 roku niezależnie odkrył ją Heinrich Louis d’Arrest, a jego obserwacja została skatalogowana jako NGC 3235. Podwójne oznaczenie w katalogu NGC wynika z tego, że w pozycji podanej przez Herschela nic nie ma, gdyż popełnił on błąd w deklinacji wielkości dokładnie jednego stopnia. Dlatego też sądzono, że są to dwa różne obiekty, choć już Dreyer w swoim katalogu zamieścił uwagę, że może to być ten sam obiekt.